# 210271 Samarkand
210271 Samarkand este un asteroid din centura principală de asteroizi.

## Descriere
210271 Samarkand este un asteroid din centura principală de asteroizi. A fost descoperit pe 2 octombrie 2007 la Maidanak de B. Khafizov et A. Sergeev. Asteroidul prezintă o orbită caracterizată de o semiaxă mare de 2,64 ua, o excentricitate de 0,15 și o înclinație de 3,0° în raport cu ecliptica.